# Clearmont (Wyoming)
Clearmont é uma cidade  localizada no estado norte-americano de Wyoming, no Condado de Sheridan.

## Demografia
Segundo o censo norte-americano de 2000, a sua população era de 115 habitantes.
Em 2006, foi estimada uma população de 116, um aumento de 1 (0.9%).

## Geografia
De acordo com o United States Census Bureau tem uma área de
0,4 km², dos quais 0,4 km² cobertos por terra e 0,0 km² cobertos por água. Clearmont localiza-se a aproximadamente 1194 m acima do nível do mar.

## Localidades na vizinhança
O diagrama seguinte representa as localidades num raio de 68 km ao redor de Clearmont.